# 5 d'Aquari
5 d'Aquari (5 Aquarii) és una estrella de la Constel·lació d'Aquari. Té una magnitud aparent de 5,53.